# 100 Wayz
100 Wayz – siódmy studyjny album amerykańskiego zespołu hip-hopowego Tha Dogg Pound. Został wydany 17 sierpnia 2010 roku. 

## Lista utworów
Opracowano na podstawie źródła.
1. "D.P.G. 2010" (Feat RBX)
2. "All You"
3. "Dogg Pound Gangstaz"
4. "Anotha Clip" (Feat. Soopa Fly, RBX)
5. "Skyz Tha Limit"
6. "Gotta Let You Know" (Feat. Nicole Wray, A-Dubb)
7. "Good Pussy"
8. "Cheatn Ass Lover" (Feat. Soopa Fly, Nate Dogg, Dru Down)
9. "Smell N Like Brand New Money" (Feat. Mac Shawn 100)
10. "I Fears No One"
11. "I Dont Care" (Feat. The Lady of Rage)
12. "Do U Drank"
13. "Fly Azz Fucc" (Feat. Snoop Dogg, The Lady Of Rage)
14. "Crazy N Tha Club"
15. "Spread Tha Luv" (Feat. Butch Cassidy, Celly Cel, Latoya Williams)
16. "Otha Side Of Town" (Feat. Soopa Fly, Toked A Smoke)
17. "100 Wayz"